# ديزموند براينت
ديزموند براينت (بالإنجليزية: Desmond Bryant)‏ هو لاعب كرة قدم أمريكية أمريكي، ولد في 15 ديسمبر 1985 في إلينوي في الولايات المتحدة.

## وصلات خارجية
- ديزموند براينت على موقع مرجع كرة القدم المحترفة.كوم (الإنجليزية)